# تشهارتشنار
تشهارتشنار (بالفارسية: چهارچنار) هي قرية تقع في غلستان في إيران. يقدر عدد سكانها بـ 1055 نسمة بحسب إحصاء 2016.